# Н’Диай, Ламин
Лами́н Н’Диа́й (фр. Lamine N’Diaye, род. 18 октября 1956, Тиес, Сенегал) — футболист, нападающий, позднее — футбольный тренер.

## Карьера футболиста
Первым клубом Ламина был французский Канн за который он играл с 1983 года по 1985 год, забив 24 гола за 54 матча, далее играл за Мюлуз — также французский клуб забив на гол меньше за 197 матчей до 1993 года. 

Являлся футболистом сборной Сенегала.

## Карьера тренера
Карьеру главного тренера начал в 1998 году, тренируя Мюлуз в котором он закончил карьеру футболиста. Французский клуб тренировал один год, далее до 2003 года не являлся тренером. В 2003 году стал тренером у камерунского клуба — Котон Спорт, тренируя его до 2006 года. В 2008 году был у руля Сборной Сенегала, был снят с должности из-за того что команда под его руководством не квалифицировалась к ЧМ 2010. На данный момент является главным тренером ТП Мазембе с которым в 2010 году он выиграл Лигу Чемпионов Африки, также успешно выступив в Клубном Чемпионате мира 2010 года выйдя в финал турнира.

## Индивидуальные достижения
- Рейтинг футбольных тренеров мира 2010
  - 10-е место.[3](11 очков при голосовании)